# Bizar
 (novembre 2018).
Si vous disposez d'ouvrages ou d'articles de référence ou si vous connaissez des sites web de qualité traitant du thème abordé ici, merci de compléter l'article en donnant les références utiles à sa vérifiabilité et en les liant à la section « Notes et références ».
Albums de Louis Chedid
Anne, ma sœur Anne
(1985) Zap-Zap
(1989)
Bizar est le neuvième album studio de Louis Chedid sorti en 1988 en deux versions, le CD étant doublé d'une version LP (33 tours) éditée sous le titre Bizarre.

## Liste des pistes
| No  | Titre                     | Durée |
| --- | ------------------------- | ----- |
| 1.  | Révolution                |       |
| 2.  | Roulez roulez jeunesse    |       |
| 3.  | Megalopolis               |       |
| 4.  | Sweet slow rock'n'roll    |       |
| 5.  | L'A.B.C. de l'amour       |       |
| 6.  | Piano voix                |       |
| 7.  | Bizzare                   |       |
| 8.  | Poussière, poussière      |       |
| 9.  | Dingue, dingue            |       |
| 10. | Le Gros blond             |       |
| 11. | L’Amour                   |       |
| 12. | Capobianco (Instrumental) |       |